# Jael Ferreira
Jael Ferreira Vieira (30 de octubre de 1988) es un futbolista brasileño que juega como delantero en el E. C. Água Santa del Campeonato Brasileño de Serie D.

## Trayectoria

### Clubes
| Club                            | País          | Año       |
| ------------------------------- | ------------- | --------- |
| Criciúma E. C.                  | Brasil        | 2007-2008 |
| Atlético Mineiro                | Brasil        | 2008      |
| Cruzeiro E. C.                  | Brasil        | 2009      |
| Goiás E. C.                     | Brasil        | 2009      |
| E. C. Bahia                     | Brasil        | 2009      |
| Kalmar FF                       | Suecia        | 2010      |
| E. C. Bahia                     | Brasil        | 2010      |
| Portuguesa                      | Brasil        | 2011      |
| C. R. Flamengo                  | Brasil        | 2011      |
| Sport Recife                    | Brasil        | 2012      |
| Seongnam Ilhwa Chunma           | Corea del Sur | 2012      |
| A. D. São Caetano               | Brasil        | 2013-2015 |
| Joinville E. C. (cedido)        | Brasil        | 2014-2015 |
| Chongqing Lifan                 | China         | 2015-2016 |
| Joinville E. C.                 | Brasil        | 2016      |
| Grêmio F. B. P. A.              | Brasil        | 2017-2018 |
| F. C. Tokyo                     | Japón         | 2019-2020 |
| Matsumoto Yamaga F. C. (cedido) | Japón         | 2020      |
| Ceará S. C.                     | Brasil        | 2021-2022 |
| Náutico                         | Brasil        | 2023      |
| Avaí F. C.                      | Brasil        | 2023      |
| E. C. Água Santa                | Brasil        | 2024      |

## Palmarés

### Campeonatos regionales
| Título            | Equipo             | Estado             | Año  |
| ----------------- | ------------------ | ------------------ | ---- |
| Campeonato Goiano | Goiás E. C.        | Goiás              | 2009 |
| Campeonato Gaúcho | Grêmio F. B. P. A. | Río Grande del Sur | 2018 |
| Recopa Gaúcha     | Grêmio F. B. P. A. | Río Grande del Sur | 2019 |
| Campeonato Gaúcho | Grêmio F. B. P. A. | Río Grande del Sur | 2019 |

### Campeonatos nacionales
| Título  | Equipo          | País   | Año  |
| ------- | --------------- | ------ | ---- |
| Serie B | Portuguesa      | Brasil | 2011 |
| Serie B | Joinville E. C. | Brasil | 2014 |

### Campeonatos internacionales
| Título                       | Equipo             | Sede         | Año  |
| ---------------------------- | ------------------ | ------------ | ---- |
| Copa Libertadores de América | Grêmio F. B. P. A. | Lanús        | 2017 |
| Recopa Sudamericana          | Grêmio F. B. P. A. | Porto Alegre | 2018 |